# Antonia Brico
Antonia Louisa Brico (Rotterdam, 26 giugno 1902 – Denver, 3 agosto 1989) è stata una direttrice d'orchestra e pianista statunitense di origine olandese.

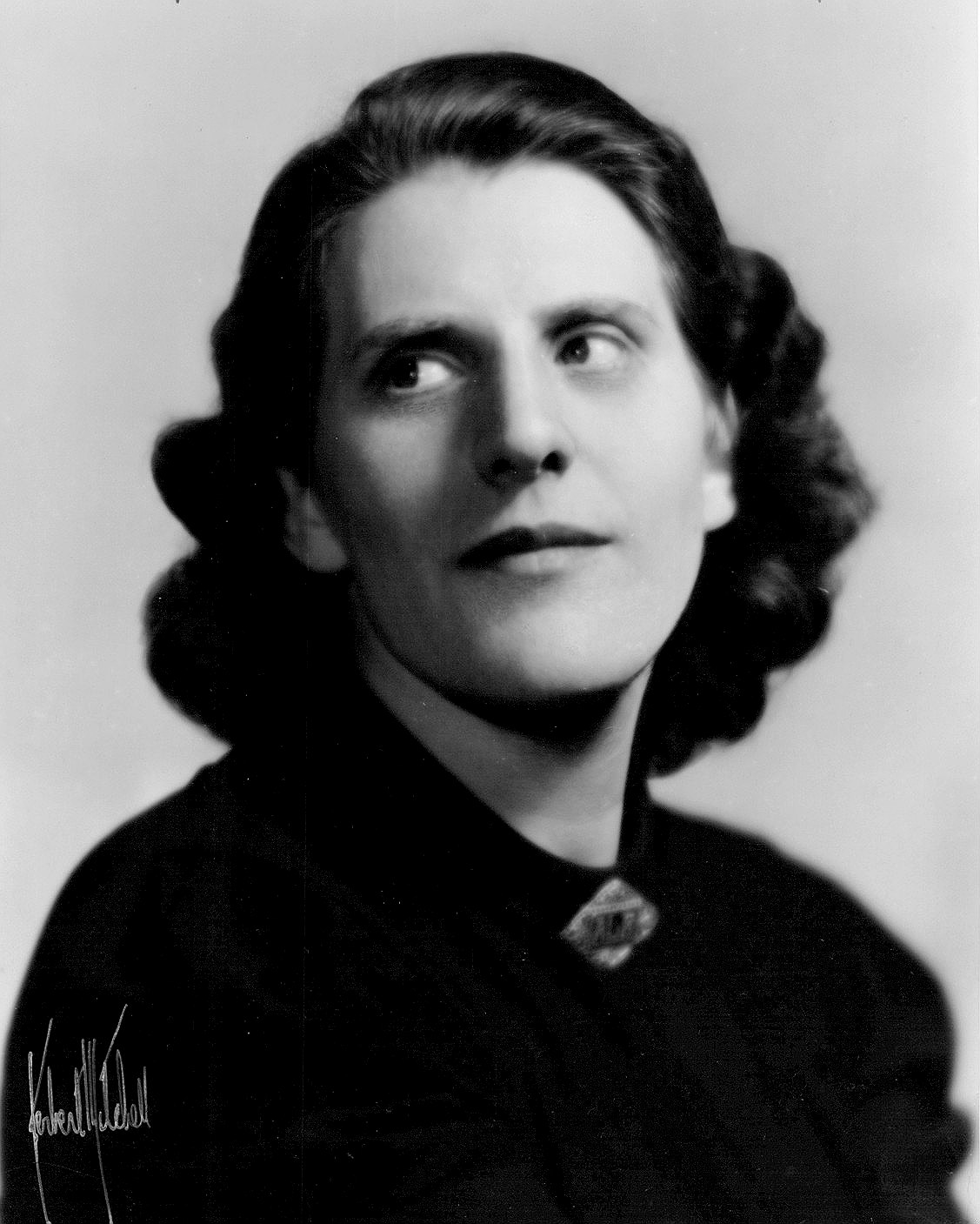
Antonia Brico nel 1940.

È stata la prima donna ad essere riconosciuta a livello internazionale come direttrice d'orchestra.

## Biografia
Nata a Rotterdam, nei Paesi Bassi, col nome di Antonia Louisa Brico da madre olandese non sposata, ricevette poi il nome di Wilhelmina Wolthuis dai suoi genitori adottivi. Insieme a loro, nel 1908, migrò negli Stati Uniti d'America e si stabilì in California. Quando nel 1919 lasciò la Technical High School di Oakland, era già una pianista esperta e aveva già fatto esperienze di direzione d'orchestra. All'Università della California di Berkeley Brico lavorò come assistente del direttore del San Francisco Opera. Dopo la laurea, ottenuta nel 1923, studiò pianoforte con molti insegnanti, soprattutto con Zygmunt Stojowski.
Nel 1927 s'iscrisse alla Universität der Künste di Berlino e, nel 1929, ottenne il master class in direzione d'orchestra, divenendo così la prima persona statunitense a ottenere tale riconoscimento. In questo periodo fu anche allieva di Karl Muck, direttore della Philharmoniker Hamburg, con il quale studiò per altri tre anni dopo aver ottenuto il titolo a Berlino.

## La carriera
Dopo il suo debutto, nel febbraio 1930, come direttrice d'orchestra a livello professionale con i Berliner Philharmoniker, Brico lavorò con la San Francisco Symphony e con la Philharmoniker Hamburg, ottenendo plausi sia dalla critica che dal pubblico. Seguirono poi apparizioni come direttrice ospite della Musicians' Symphony Orchestra a Detroit, a Washington D.C. e in altre città. Nel 1934 fu nominata direttrice della neo-costituita Women's Symphony Orchestra che nel gennaio 1939, in seguito all'ammissione anche di uomini, divenne la Brico Symphony Orchestra.

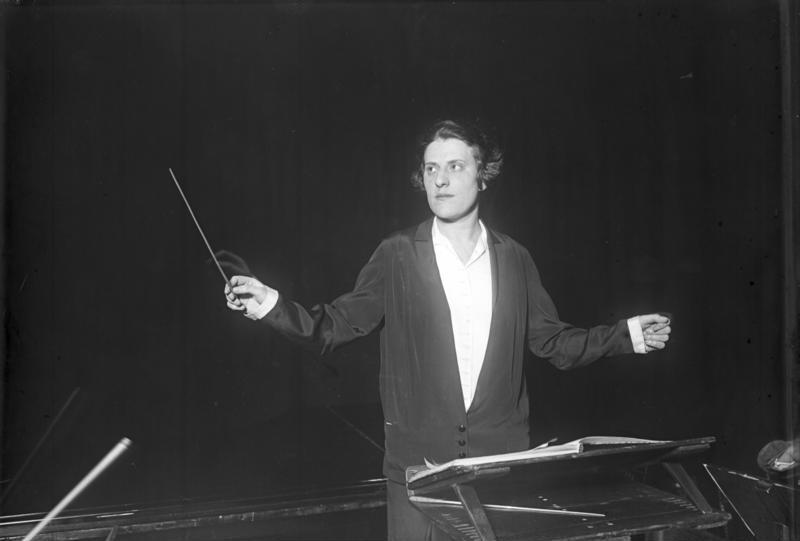
Antonia Brico alla direzione dei Berliner Philharmoniker nel 1930.

Nel mese di luglio 1938 fu la prima donna a dirigere la New York Philharmonic e, nel 1939, diresse la Federal Orchestra in alcuni concerti alla New York World's Fair. Durante un lungo tour in Europa, in cui si esibì sia come pianista che come direttrice d'orchestra, Brico fu invitata da Jean Sibelius a dirigere l'Orchestra Filarmonica di Helsinki.
Brico si stabilì a Denver dal 1942 in poi. Qui fondò una Bach's Society e la Women Strings Ensemble. Diresse inoltre la Denver Businessmen's Orchestra, che nel 1968 cambiò nome in Brico Symphony Orchestra. Nel 1948 fu nominata direttrice della Denver Community Symphony (divenuta poi Denver Philharmonic). Guidò poi la Boulder Philharmonic Orchestra dal 1958 al 1963. Insegnò inoltre pianoforte e direzione d'orchestra a importanti musicisti, quali Judy Collins, Donald Loach, James Erb e Karlos Moser; continuò inoltre ad apparire come direttrice ospite in orchestre di tutto il mondo, tra cui la Japan Women's Symphony.
Un documentario sulla vita di Antonia Brico, intitolato Antonia: A Portrait of a Woman, diretto da Jill Godmillow, fu realizzato nel 1974 con l'aiuto di Judy Collins. Questo film fu in parte il motivo per cui la Brico venne invitata a dirigere la Mostly Mozart Festival Orchestra, nei concerti registrati nel 1975 dalla Columbia Records, e la Brooklyn Philharmonic nel 1977.

## La morte e la sua eredità
Antonia Brico morì nel 1989 a 87 anni, dopo una lunga malattia. Viveva già dal 1988 a Bella Vita Towers, una casa di cura situata a Denver.
History Colorado, precedentemente nota come Colorado Historical Society, possiede una grande quantità di sue carte personali. Nel 1986 Antonia Brico è stata inserita nella Colorado Women's Hall of Fame. È inoltre una delle novecentonovantanove donne il cui nome è indicato alla base dell'opera The Dinner Party, realizzata da Judy Chicago.
La regista olandese Maria Peters ha scritto e diretto un film sulla vita di Antonia Brico, intitolato De Dirigent, distribuito nelle sale cinematografiche il 25 ottobre 2018. Il film, con il titolo Sulle ali della musica, è stato trasmesso in Italia su Rai 1 il 1º luglio 2023 e replicato il 23 aprile 2025.